# 乙炔醇
乙炔醇化学式为C2HOH，可以转变为更稳定的乙烯酮。
在低温下使用基质隔离方法可以使乙烯酮异构为乙炔醇。
乙炔醇的衍生物乙炔醇鈣鹽是製備六碳醇（或稱六八碳醇，C6H8O，3-甲基-2-戊烯-4-炔-1-醇）時的中間產物。